# Zdzisław Gładki
Zdzisław Gładki (ur. 21 stycznia 1949) – polski działacz sportowy i państwowy, ekonomista, w latach 1983–1990 wicewojewoda elbląski.

## Życiorys
Uczył się w Zespole Szkół Ekonomicznych w Tczewie, występował w szkolnym zespole siatkówki. Rozpoczął także treningi lekkoatletyczne w Ludowych Zespołach Sportowych pod kierunkiem Hieronima Głogowskiego, karierę kontynuował do 1971. Specjalizował się w biegach przez płotki. W tej dyscyplinie zdobył wicemistrzostwo młodzików i zwykłe w ramach LZS województwa gdańskiego (dwukrotnie w 1966), w międzyczasie wstąpił do akademickiego klubu LZS Morze Sopot (potem pod nazwą LZS Neptun Gdańsk). Studiował w Wyższej Szkole Ekonomicznej w Sopocie, włączonej w międzyczasie do Uniwersytetu Gdańskiego. W 1968 rozpoczął pracę w Powiatowej Spółdzielni Samopomocy Chłopskiej w Elblągu. Od 1971 etatowy działacz Ludowych Zespołów Sportowych, początkowo jako wiceprezes rady powiatowej LZS w powiecie elbląskim. Do 1975 był księgowym budżetu w Urzędzie Powiatowym w Nowym Dworze Gdańskim, następnie objął analogiczne stanowisko w Urzędzie Wojewódzkim w Elblągu. Działał w Zjednoczonym Stronnictwie Ludowym, w 1983 objął stanowisko wicewojewody elbląskiego po przejściu na emeryturę Bogdana Szymelisa. Nadzorował m.in. kwestie sportu, odpowiadał za organizację Ogólnopolskiej Spartakiady Młodzieży w 1988. W kadencji 1988–1992 był prezesem Okręgowego Związku Lekkiej Atletyki w Elblągu. W III RP został wspólnikiem przedsiębiorstwa księgowego, zasiadał także w radach nadzorczych spółek, m.in. Elbląskiego Przedsiębiorstwa Energetyki Cieplnej. Działał w Elbląskim Klubie Sportowym Nestora, kierował także elbląskim oddziałem Stowarzyszenia Księgowych w Polsce. Kontynuował działalność w Polskim Stronnictwie Ludowym, kandydował do sejmiku warmińsko-mazurskiego w 2006.